# Shida Rinzaburō
Shida Rinzaburō (志田 林三郎?; Taku, 1855 o 1856 – 1892) è stato un fisico e ingegnere giapponese, il primo a condurre esperimenti sulla telegrafia senza fili in Giappone.
Professore del Collegio imperiale di ingegneria di Tokyo, nel 1888 fondò l'Istituto degli ingegneri elettrici del Giappone.

## Biografia
Nativo di Taku (odierna prefettura di Saga), dopo aver conseguito la laurea presso il Collegio imperiale di ingegneria di Tokyo fu inviato all'estero dal governo come parte del processo di modernizzazione del paese fortemente voluto dell'imperatore Meiji. Giunto nel Regno Unito, nel 1880 frequentò l'Università di Glasgow ed ebbe modo di lavorare a fianco di sir William Thomson.
Dopo il ritorno in patria nel 1883 divenne professore al Collegio imperiale di ingegneria, dove insegnò al dipartimento di telegrafia. Shida fu uno dei pionieri nello sviluppo della tecnologia alla base della radio in Giappone: nel 1886 condusse il primo esperimento sulla telegrafia senza fili sfruttando il fenomeno della conduzione elettrica nelle acque del fiume Sumida.
Nel 1888 fondò l'Istituto degli ingegneri elettrici del Giappone. Morì di tubercolosi nel 1892, all'età di 37 anni.